# Тимотеј (војсковођа)
Тимотеј је био атински војсковођа, син војсковође Конона, пријатељ Исократа и Платона.
Плутарх каже: у војевању га пратила таква срећа да су завидљивци начинили карикатуру о томе како му непријатељски градови у сну падају у руке као риба у мрежу. „Кад у сну освајам толике градове — рекао је он ведро — шта ли ће тек бити кад се пробудим"!